# Gerazym (Cristea)
Gerazym, imię świeckie Gheorghe Cristea (ur. 14 listopada 1914 w Muntenii Buzaului, zm. 9 kwietnia 2014 w Râmnicu Vâlcea) – rumuński biskup prawosławny.

## Życiorys
Syn Dumitru i Marii Cristea, w wieku dwudziestu lat wstąpił jako posłusznik do monasteru Cernica, rozpoczął również naukę w seminarium duchownym dla mnichów. Wieczyste śluby mnisze złożył w 1937, w 1940 został wyświęcony kolejno na hierodiakona i hieromnicha.
Po ukończeniu seminarium monasterskiego kontynuował naukę w seminarium duchownym św. Nifona w Bukareszcie, które ukończył w 1942, a następnie na studiach na wydziale teologicznym Uniwersytetu w Bukareszcie, gdzie w 1948 uzyskał stopień licencjata teologii. W czasie nauki i po jej ukończeniu służył w monasterze Antyma w Bukareszcie, był również protosynglem miejscowej eparchii. W 1952 przeniósł się do monasteru Căldărușani jako spowiednik i starzec.
W 1970 przyjął chirotonię biskupią i został wikariuszem eparchii Dolnego Dunaju z tytułem biskupa konstantyńskiego, którym pozostawał przez cztery lata. W 1971, po odnalezieniu szczątków sześciu męczenników chrześcijańskich w bazylice w Niculitel, wystawił ich relikwie w monasterze Cocos mimo sprzeciwów władz rumuńskich. W 1975, na prośbę biskupa Râmnic i Argeș Józefa, Święty Synod Rumuńskiego Kościoła Prawosławnego, mianował biskupa Gerazyma biskupem pitesteńskim, wikariuszem kierowanej przez niego eparchii. W 1984 został ordynariuszem tejże administratury (intronizowany 2 grudnia 1984).
Jako biskup Râmnic zainicjował remonty zabytkowych klasztorów Cozia, Turnu, Stanișoara, Hurezi, Bistrita, Dintr-un Lemn, Brancoveni i Surupatele. Zorganizował w Râmnicu Vâlcea prawosławne centrum kulturalno-religijne św. Antyma, angażował się w działalność charytatywną. Zasiadał w komisjach kanonicznej, prawnej i dyscyplinarnej Świętego Synodu Rumuńskiego Kościoła Prawosławnego. Brał udział w międzynarodowych konferencjach teologicznych. Wydał prace poświęcone dziejom klasztorów Căldărușani, Hurezi i Govora oraz żywot Konstantyna Brincoveanu.
Oprócz ojczystego rumuńskiego posługiwał się językiem niemieckim.